# Portugalete (Santa Fé)
Portugalete é uma comuna da Argentina localizada no departamento de San Cristóbal, província de Santa Fé.